# Стивън Хасан
Стивън Алън Хасан (на английски: Steven Alan Hassan; роден 1954) е американски психолог, консултант по прекъсване на влиянието на тоталитарни секти, критик на сектантските култове. Бивш член на Църквата на съединението на корееца Сюн Мюн Мун. Създател на модела BITE, описващ контрола над съзнанието. Той е от еврейски произход.

## Книги
- 1988 – Combatting Cult Mind Control: The #1 Best-selling Guide to Protection, Rescue, and Recovery from Destructive Cults
- 2000 – Releasing the Bonds: Empowering People to Think for Themselves